# Kase-san shirīzu
Kase-san shirīzu (加瀬さんシリーズ?) es una serie de manga escrita e ilustrada por Hiromi Takashima; comenzó a serializarse en la revista Hirari de la editorial Shinshokan desde agosto de 2010 hasta marzo de 2017, una secuela está en publicación en la revista de manga shōjo Wings desde abril de 2017. Después del estreno de un ONA producido por el estudio Zexcs, se anunció un OVA para estreno en 2018.

## Argumento
Yui Yamada es una estudiante tímida que disfruta trabajar el jardín de su escuela; una de sus compañeras, Tomoka Kase, es una chica atlética y un poco masculina, ambas se hacen amigas y comienzan una relación sentimental, la historia sigue a la pareja lidiando con distintas facetas y retos en su relación junto con su vida escolar.

## Personajes
Yui Yamada (山田 結衣?)
Una estudiante de preparatoria tímida que es parte del comité de cuidado de áreas verdes de su escuela, le gusta cuidar los jardines y flores. Se enamora de su amiga y compañera de la clase de a lado.
Tomoka Kase (加瀬 友香?)
Una estudiante de preparatoria atlética y con apariencia un poco masculina, forma parte del club de atletismo y es popular por su gran rendimiento deportivo. A pesar de su apariencia dura es una chica amable y un poco atrevida; ama los deportes y le gustaría estudiar algo relacionado en la universidad.
Mikawa (三河?)
La mejor amiga de Yamada, lleva el sobrenombre Mikawacchi.
Akane Inoue (井上 茜?)
Una estudiante graduada del mismo club de atletismo que Kase, los rumores en la preparatoria mencionaban que era la exnovia de Kase.

## Manga
El manga es escrito e ilustrado por Hiromi Takashima inició su publicación en la reivsta Hirari de la editorial Shinshokan desde agosto de 2010; se han publicado 4 volúmenes en formato tankōbon hasta julio de 2017, una secuela titulada Yamada to Kase-san inició su serialización en la revista Wings de la misma editorial desde abril de 2017. La editorial americana Seven Seas Entertainment publicó el manga en febrero de 2017.

### Lista de volúmenes
| N.º | Título                                                                                | Fecha de lanzamiento     | ISBN original          |
| --- | ------------------------------------------------------------------------------------- | ------------------------ | ---------------------- |
| 1   | «Kase-san en las mañanas» «Asagao to Kase-san» (あさがおと加瀬さん。?)                | 28 de julio de 2012      | ISBN 978-4-40-367121-0 |
| 2   | «Kase-san y el almuerzo» «Obentō to Kase-san» (おべんとうと加瀬さん?)                 | 30 de julio de 2014      | ISBN 978-4-40-367158-6 |
| 3   | «Kase-san y el pastel de fruta» «Shōtokēki to Kase-san» (ショートケーキと加瀬さん。?) | 30 de septiembre de 2015 | ISBN 978-4-40-367173-9 |
| 4   | «Kase-san y el delantal» «Epuron to Kase-san» (エプロンと加瀬さん。?)                 | 25 de julio de 2017      | ISBN 978-4-40-367176-0 |

## Anime
Un pequeño video de cinco minutos titulado Kimi no Hikari ~Asagao to Kase-san, fue lanzado en el canal de YouTube de la compañía Pony Canyon, fue dirigido por Takuya Satō y producido por el estudio Zexcs. Un nuevo proyecto fue anunciado en agosto de 2017, un anime en formato OVA a estrenarse en 2018.